# Дела (божество)
Де́ла, Де́ли, Дя́ла — демиург, верховное божество вайнахской мифологии и политеизма. Создатель земли и всего живого, которому подчиняются все остальные божества. Отец Елты, Эштра и Тушоли. Нынче именем Дела чеченцы и ингуши обозначают единого Бога.

## Мифология
В легендах и преданиях Дела — могущественный и неуязвимый бог, который творит чудеса и помогает нуждающимся. Остальные боги находятся в его подчинении. В основном, в преданиях они выступают как его дети. Но наравне с положительными, он также наделён и отрицательными качествами (см. «Как Елта стал одноглазым»).

#### Смерть нартов
Нарты упорно соперничали со всеми богами, и даже с верховным. За это Дела истребил их, заставив 7-летним голодом выпить расплавленную медь. Или же сами выпивают медь, понимая что не смогут одолеть богов. Помогал героям нартских преданий.

##### Колой-кант и нарт-орстхойцы
Однажды орстхойцы угнали стадо баранов у нарта Колой- Канта*. Нарт погнался за ними, завязалась битва, но когда орстхойцы стали одолевать, Бог создал между ними и Колай-Кантом реку Терек и разделил сражающихся.

##### Сеска-Солса и тазовая кость
Однажды Сеска Солса встретил на дороге тазовую кость такой величины, что верхом на коне он свободно проехал в её отверстие. Изумлённый Сеска-Солса начал умолять Бога, чтобы Он воскресил этого человека. Бог исполнил его просьбу, и перед Сеска-Солса вырос великан величиною с гору, но без глаз. Великан стал просить, чтобы Бог дал ему зрение, но Сеска-Солса испугался и попросил Бога превратить великана снова в кость. Бог исполнил его желание, так как ни в какой просьбе ему не отказывал.

## Топонимы
- В Зумсое сохранилось урочище Делиаре, букв. — Божья местность. Живописная земля, которая в древние времена считалась культовым и местом праздников в честь Делы[3].